# We Are the World (Album)
We Are the World ist ein Album des Projekts USA for Africa, das im April 1985 bei Columbia Records erschien, um Geld für die Opfer der Hungersnot in Äthiopien 1984–1985 zu sammeln.

## Wissenswertes
Das Album enthält neben dem Lied We Are the World neun weitere Aufnahmen am Projekt beteiligter Künstler, unter anderem von Prince, der am Titellied selbst nicht beteiligt gewesen war. Bruce Springsteen und die E Street Band waren mit einer Coverversion des Jimmy-Cliff-Stückes Trapped vertreten, das auf ihrer Born-in-the-USA-Tour live in der Meadowlands Arena in New Jersey aufgenommen wurde.
Mit Tears Are Not Enough war auch das Lied des kanadischen Schwesterprojekt Northern Lights enthalten. „Executive Producer“ war Ken Kragen, Humberto Gatica betreute das Albumprojekt.

## Rezeption
Das Album verkaufte sich über drei Millionen Mal. Es belegte drei Wochen Platz eins der Billboard 200 und stand ebenfalls drei Wochen in den kanadischen Charts auf dieser Position. Victor W. Valdivia von Allmusic schrieb, das Album sei mehr wegen seines historischen Kontextes bedeutsam als wegen seines musikalischen Wertes. Es seien einige Raritäten enthalten, die für Hörer ohne Interesse an den betreffenden Künstlern nicht essenziell seien. Zwei von fünf Sternen wurden vergeben.

## Titelliste

### Seite eins
1. USA for Africa – We Are the World (Michael Jackson, Lionel Richie) – 7:02
2. Steve Perry – If Only for the Moment, Girl (Randy Goodrum, Steve Perry) – 3:44
3. The Pointer Sisters – Just a Little Closer (Robbie Nevil, M. Mueller) – 3:53
4. Bruce Springsteen & The E Street Band – Trapped (Jimmy Cliff) – 5:11

### Seite zwei
1. Northern Lights – Tears Are Not Enough (David Foster, Bryan Adams, Jim Vallance) – 4:21
2. Prince and The Revolution – 4 the Tears in Your Eyes (Prince) – 2:45
3. Chicago – Good for Nothing (Richard Marx, Robert Lamm, David Foster) – 3:35
4. Tina Turner – Total Control (M. Davis, J. Jourard) – 3:38
5. Kenny Rogers – A Little More Love (T. Schuyler, F. Knobloch) – 2:54
6. Huey Lewis & the News – Trouble in Paradise (Live-Version) (Johnny Colla, Bill Gibson, Chris Hayes, Sean Hopper, Huey Lewis, Mario Cipollina) – 4:34

## Rezeption

### Chartplatzierungen
| ChartsChartplatzierungen       | Höchstplatzierung | Wochen |
| ------------------------------ | ----------------- | ------ |
| Deutschland (GfK)              | 8 (17 Wo.)        | 17     |
| Österreich (Ö3)                | 5 (16 Wo.)        | 16     |
| Schweiz (IFPI)                 | 1 (19 Wo.)        | 19     |
| Vereinigte Staaten (Billboard) | 1 (22 Wo.)        | 22     |
| Vereinigtes Königreich (OCC)   | 31 (5 Wo.)        | 5      |

| ChartsJahrescharts (1985) | Platzierung |
| ------------------------- | ----------- |
| Schweiz (IFPI)            | 10          |

### Auszeichnungen für Musikverkäufe
| Land/Region               | Auszeichnungen für Musikverkäufe (Land/Region, Auszeichnung, Verkäufe) | Verkäufe  |
| ------------------------- | ---------------------------------------------------------------------- | --------- |
| Vereinigte Staaten (RIAA) | 3× Platin                                                              | 3.000.000 |
| Insgesamt                 | 3× Platin ·                                                            | 3.000.000 |